# Matheus
Matheus, właśc. Matheus Leite Nascimento (ur. 15 stycznia 1983 w Ribeirópolis) – brazylijski piłkarz występujący na pozycji prawego pomocnika lub napastnika.

## Kariera piłkarska
Matheus jest wychowankiem brazylijskiego zespołu AO Itabaiana. Grał tu do 2005 roku - wtedy przeszedł na jeden sezon do FC Marco. W styczniu 2006 podpisał kontrakt z SC Braga, występującym w Lidze Sagres (najwyższy poziom rozgrywkowy w Portugalii). Po rozegraniu ośmiu spotkań ligowych w barwach Bragi został wypożyczony w 2007 roku do SC Beira-Mar, a następnie do Vitórii Setúbal (obie drużyny grające także w portugalskiej ekstraklasie). Grając w Vitórii strzelił też swoją pierwszą bramkę w Lidze Sagres - 19 sierpnia 2008 pokonał bramkarza Vitórii Guimarães. W trakcie sezonu 2007/2008 powrócił do klubu z Bragi, gdzie potem otrzymywał więcej szans. Sezon 2009/2010 był najlepszym w jego wykonaniu. Strzelił 5 bramek w lidze. Na początku stycznia 2011 podpisał 3,5 letni kontrakt z ukraińskim klubem Dnipro Dniepropetrowsk. 20 czerwca 2016 przeszedł do greckiego PAOK FC.

## Sukcesy i odznaczenia

### Sukcesy klubowe
Braga
- zdobywca Pucharu Intertoto: 2008
- wicemistrz Portugalii: 2009/2010

Dnipro
- wicemistrz Ukrainy: 2013/2014
- brązowy medalista mistrzostw Ukrainy: 2014/15, 2015/16
- finalista Ligi Europy: 2014/15